# NGC 4461
NGC 4461 est une galaxie lenticulaire située dans la constellation de la Vierge. NGC 4461 a été découverte par l'astronome germano-britannique William Herschel en 1784. Cette galaxie a aussi été observée par physicien irlandais George Stoney le 13 avril 1850 et elle a été inscrite au catalogue NGC sous la désignation NGC 4443.

## Caractéristiques

### Distance
Sa vitesse par rapport au fond diffus cosmologique est de 2 252 ± 24 km/s, ce qui correspond à une distance de Hubble de 33,22 ± 2,35 Mpc (∼108 millions d'al).
À ce jour, huit mesures non basées sur le décalage vers le rouge (redshift) donnent une distance de 14,800 ± 2,696 Mpc (∼48,3 millions d'al) ce qui est nettement à l'extérieur des distances de Hubble.
Cette galaxie, comme plusieurs de l'amas de la Vierge, est relativement rapprochée du Groupe local et on obtient souvent une distance de Hubble très différente en raison de leur mouvement propre dans le groupe où dans l'amas où elles sont situées. La distance de 14.8 Mpc est sans doute plus près de la réalité. Selon ces deux mesures, NGC 4461 se dirige vers le centre de l'amas en direction opposée à la Voie lactée. Notons que c'est avec la valeur moyenne des mesures indépendantes, lorsqu'elles existent, que la base de données NASA/IPAC calcule le diamètre d'une galaxie.

## Paire de galaxies
Selon E.L. Turner, les galaxies NGC 4458 et NGC 4461 forment une paire de galaxies rapprochées. Selon des mesures indépendantes du décalage vers le rouge, la distance de NGC 4458 est égale à 18,447 ± 4,358 pc, ce qui est comparable à la distance de NGC 4461. Il est donc vraisemblable que ces deux galaxies forment une paire réelle. 

## NGC 4461, la Chaîne de Markarian et les galaxies environnantes

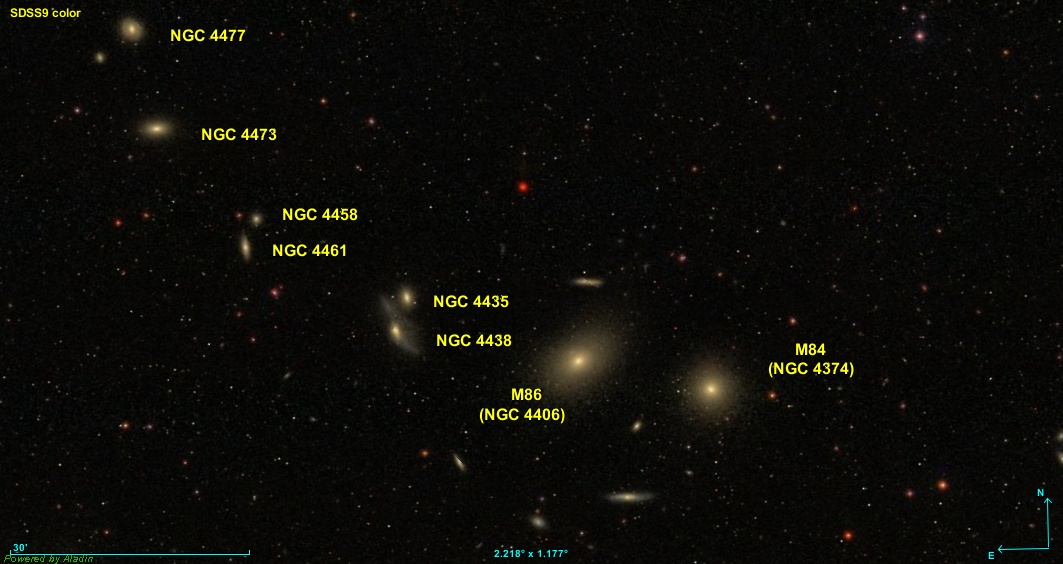
Les huit galaxies de la chaîne de Markarian.
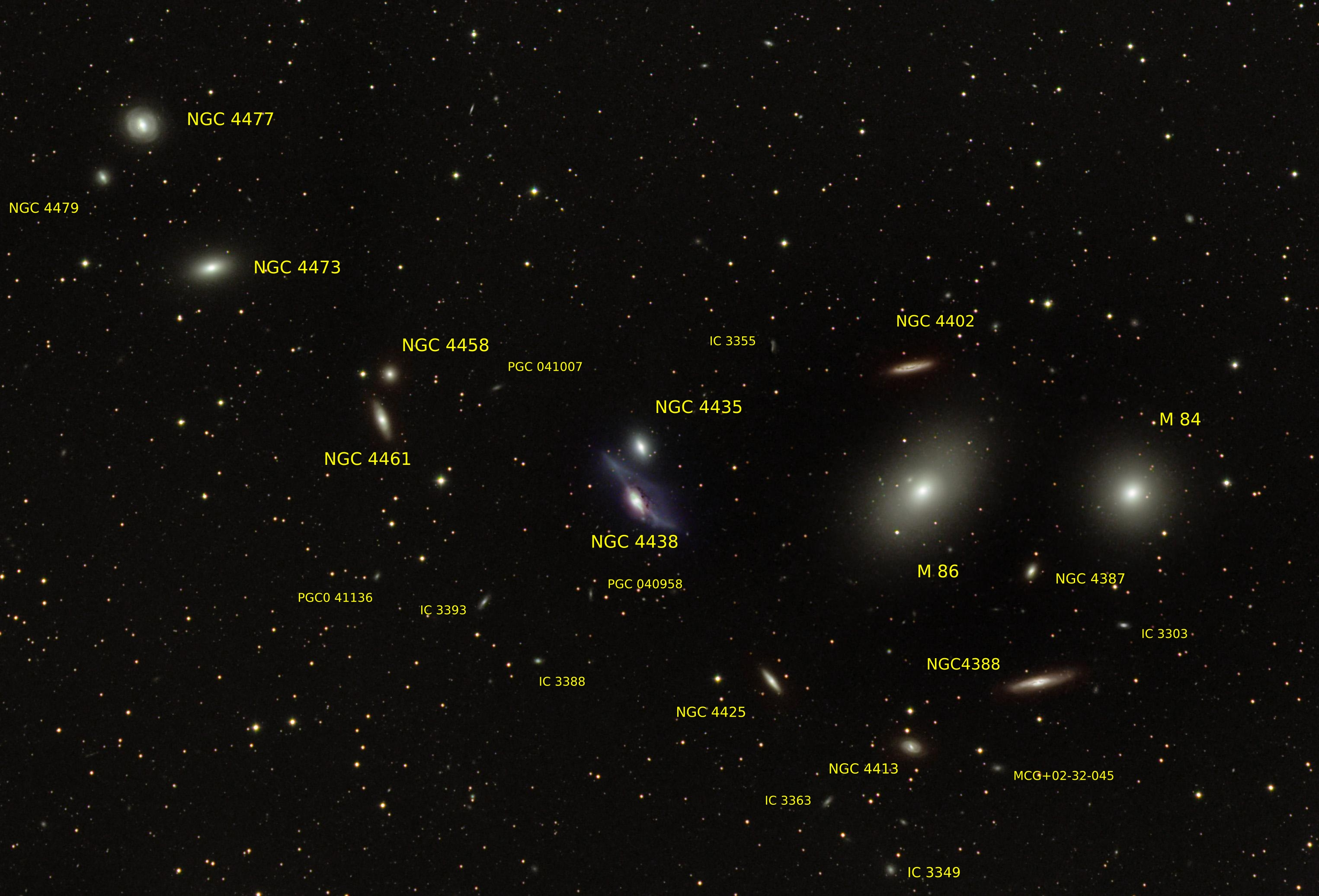
Plusieurs galaxies ne faisant pas partie de la chaîne de Markarian sont situées à proximité. Certaines de ces galaxies font partie de l'amas de la Vierge.

NGC 4461 est l'une des huit galaxies de la chaîne de Markarian découverte par astronome soviétique et arménien Benjamin Markarian. Ces galaxies sont disposées sur un arc de cercle parmi plusieurs galaxies. Markarian a découvert qu'elles étaient animées d'un mouvement commun.

## Groupe de NGC 4461, de M60 et l'amas de la Vierge
Selon A.M. Garcia, NGC 4461 est une galaxie d'un groupe qui porte son nom. Le groupe de NGC 4461 comprend au moins neuf membres. Les autres galaxies du groupe sont NGC 4305, NGC 4306, NGC 4425, NGC 4476, NGC 4584, IC 794, IC 3388 et VCC 793.
D'autre part, toutes les galaxies du catalogue NGC de ce groupe, mais aucune de l'Index Catalogue, apparaissent  dans une liste de 227 galaxies d'un article publié par Abraham Mahtessian en 1998. Cette liste comporte plus de 200 galaxies du New General Catalogue et une quinzaine de galaxies de l'Index Catalogue. On retrouve dans cette liste 11 galaxies du Catalogue de Messier, soit M49, M58, M60, M61, M84, M85, M87, M88, M91, M99 et M100.
Toutes les galaxies de la liste de Mahtessian ne constituent pas réellement un groupe de galaxies. Ce sont plutôt plusieurs groupes de galaxies qui font tous partie d'un amas galactique, l'amas de la Vierge. Pour éviter la confusion avec l'amas de la Vierge, on peut donner le nom de groupe de M60 à cet ensemble de galaxies, car c'est l'une des plus brillantes de la liste. L'amas de la Vierge est en effet beaucoup plus vaste et compterait environ 1300 galaxies, et possiblement plus de 2000, situées au cœur du superamas de la Vierge, dont fait partie le Groupe local,.
De nombreuses galaxies de la liste de Mahtessian se retrouvent dans onze groupes décrits dans un article d'A.M. Garcia, soit le groupe de NGC 4123 (7 galaxies), le groupe de NGC 4261 (13 galaxies), le groupe de NGC 4235 (29 galaxies), le groupe de M88 (13 galaxies, M88 = NGC 4501), le groupe de NGC 4461 (9 galaxies), le groupe de M61 (32 galaxies, M61 = NGC 4303), le groupe de NGC 4442 (13 galaxies), le groupe de M87 (96 galaxies, M87 = NGC 4486), le groupe de M49 (127 galaxies, M49 = NGC 4472), le groupe de NGC 4535 (14 galaxies) et le groupe de NGC 4753 (15 galaxies). Ces onze groupes font partie de l'amas de la Vierge et ils renferment 396 galaxies. Certaines galaxies de la liste de Mahtessian ne figurent cependant dans aucun des groupes de Garcia et vice versa.